# 琼贝妮特·拉姆齐谋杀案
琼贝妮特·拉姆齐（英文：JonBenét Patricia Ramsey）（1990年8月6日-1996年12月25日），是一名美国儿童选美皇后，在科罗拉多州博尔德的家中遇害。在家里发现了一张长长的手写勒索信，拉姆齐的父亲约翰·拉姆齐在报告失踪约八个小时后，在他们家的地下室发现尸体。琼贝妮特头部受到重击，头骨骨折并被勒死，脖子上绑着一个喉绞。官方的尸检报告称死因是“与颅脑创伤相关的窒息致死”。她的死亡被认定为谋杀。
警方最初怀疑勒索信是拉姆齐的母亲佩茜·拉姆齐写的，而勒索信和琼贝妮特尸体外观是父母为了掩盖罪行而为。然而，在1998年，地方检察官表示，根据新的DNA分析技术，没有一个直系亲属涉嫌犯罪，同年警方和地方检察官都表示，琼贝妮特的哥哥伯克（琼贝妮特死时他9岁）不是嫌疑犯。拉姆齐夫妇接受了几次电视采访，但拒绝接受警方的讯问，除非接受他们自己提出的条件。2013年10月，开封的法庭文件表明，在1999年大陪审团建议对拉姆齐的父母提出指控，原因是他们允许孩子处于被威胁的地方。约翰和佩茜还被指控帮助一名身份不明的人，这个人“犯下了一级谋杀罪和虐待儿童致死罪”。然而，地方检察官没有足够的证据来进行起诉。
2002年，检察官的继任者从警方接手对此案的调查，认为是入侵者实行谋杀。2003年，通过受害者衣服上提取的微量DNA发现一名身份不明的男性，因此地方检察官在2008年向拉姆齐夫妇发了一封道歉信，宣布这家人“完全清白”。2009年2月，博尔德警方从地方检察官接回此案重新展开调查。

## 个人介绍
琼贝妮特·拉姆齐在1990年出生于佐治亚州亚特兰大，是佩茜·拉姆齐（1956-2006）和约翰·拉姆齐（1943-）两个孩子中较小的一个。她有一个哥哥伯克（1987-）。她的名字是她父亲名字和中间名的阴性混成词。琼贝妮特在科罗拉多州博尔德的高峰学校上幼儿园。
琼贝妮特于1996年在博尔德被杀，安葬在乔治亚州玛丽埃塔的圣詹姆斯圣公会公墓。她被安葬在她同父异母姐姐伊丽莎白·帕希·拉姆齐旁边，后者四年前在22岁时死于车祸。

## 父母
约翰·拉姆齐是一名商人，他是计算机系统公司访问图形的总裁（后来该公司成为洛克希德·马丁公司的子公司）。1978年，他的第一次婚姻以离婚告终，他的两个成年子女（一个儿子和一个女儿）生活在其他地方。另一个女儿伊丽莎白在1992年的一场车祸中丧生。1991年，约翰把他的第二个家庭搬到了博尔德，访问图形的总部就在当地。
帕特里夏“佩茜”拉姆齐让她的女儿参加在博尔德举行的各种儿童选美比赛。琼贝妮特赢得美国皇家小姐、沙勒瓦小姐、科罗拉多小姐、科罗拉多州立全明星儿童封面女郎和国家笑容小姐的称号。在谋杀案后，佩茜在琼贝妮特参加儿童选美比赛中的积极作用和“选美母亲”的行为被媒体曝光。
1997年夏天，在琼贝妮特去世大约六个月后，拉姆齐一家离开了博尔德和他们在密歇根州沙勒瓦的避暑别墅，搬回亚特兰大。2006年，佩茜死于卵巢癌，年仅49岁，被安葬在女儿旁边。

## 事情经过

### 勒索信
根据佩茜在1996年12月26日给当局的声明，她在厨房楼梯上发现一张两页半长的手写勒索信后，意识到女儿失踪。勒索信上要求给11.8万美元，这笔金额与她丈夫早些时候收到的奖金数一致。
勒索信特别长，联邦调查局告诉警方，在犯罪现场写下这样的纸条是非常不寻常的。警方认为这封勒索信是伪造的，因为上面没有任何指纹，而且还包含感叹号和缩略语这样不寻常用法。勒索信是用拉姆西家的笔和纸写的。根据科罗拉多州调查局的报告，有迹象表明勒索信是佩茜·拉姆齐写的，但是他们无法确切证明这一点。

### 呼叫911和搜索
琼贝妮特死亡当晚房子里已知的人是她的父母和哥哥。勒索信中要求不可以联系警察和朋友，但佩茜在凌晨5点52分给警方打了电话，还给家人和朋友打了电话。两名警察在三分钟内到了拉姆齐的家。他们对房子进行粗略搜查，没有发现任何强行闯入的迹象。。
瑞克·弗伦奇警官前往地下室，到达一个用木制门闩锁住的门前，他在门前停留了一会儿后离开。弗伦奇后来解释说他在寻找绑架者的离开路线，而门闩排除了可能性。
约翰筹备赎金。一支法医小组进入房子。小组最初认为孩子被绑架了，拉姆齐的卧室是房子里唯一一个被封锁的房间（防止证据被污染），而房子的其他地方被污染了。与此同时，家人和朋友来到房子支持拉姆齐夫妇，受害者维权人士也赶到现场。参观者清洁厨房的表面，可能导致证据被破坏。博尔德侦探琳达·阿恩特大约在上午8点到达房子。后等待绑架者的指示，但绑架者再也没有联系。

### 发现尸体
下午1：00。侦探阿恩特让约翰·拉姆齐和他们家的朋友Fleet White搜查房子，看看有没有什么不对劲的地方。他们从地下室开始搜索。约翰打开了上锁的门，在一个房间里发现了他女儿的身体。琼贝妮特的嘴被胶布堵住，她的手腕和脖子周围发现一条尼龙绳，而她的躯干被一条白色的毯子覆盖。约翰齐立即拿起孩子的尸体带到楼上，导致犯罪现场被污染，法医取证时也受到干扰。。
拉姆齐一家人向警方提供笔迹、血液和头发样本。约翰和佩茜参加两个多小时的采访，而伯克也在琼贝妮特死后的几个星期接受采访。

### 尸检
尸检显示，琼贝妮特是被勒死的，头骨骨折。官方的死因是“与颅脑创伤所引发的窒息”没有证据表明琼贝妮特被强奸，但不能排除受到性侵犯的可能。虽然没有发现精液，但有证据表明阴道受伤，在尸检时，她的阴道似乎被一块布擦拭过。她的死亡被认定为谋杀。
一条尼龙绳系成的绞喉和一把画笔的破碎手柄绑在琼贝妮特的脖子上，显然是用来将她勒死。画笔的一部分刷毛一个装有佩茜艺术用品的浴缸中找到，尽管警察在随后的几天里对房子进行搜查，但仍然没有找到底部三分之一。
尸检还发现了可能是鳳梨的蔬菜或者水果，在琼贝妮特死前几个小时吃过。在琼贝妮特尸体被发现当天的照片显示，厨房桌子上有一碗鳳梨，碗里面有一把勺子。然而，约翰和佩茜都说他们不记得把碗放在桌子上和给琼贝妮特喂鳳梨。拉姆齐一家人一直坚持伯克在整晚都在睡觉，直到警察到达几个小时后叫醒。:w186–87

### 混合血液样本
2003年12月，法医从琼贝妮特的内衣上发现的混合血液样本，样本DNA属于一名不知名的男性。DNA被提交给FBI的联合DNA索引系统，但样本与系统数据库中的任何图谱都不匹配。2016年10月，新的法医分析显示，该DNA实际上来自琼贝妮特以外的两个人的遗传标记。

## 调查
案发后，专家、媒体评论员都认定拉姆齐夫妇是此案的潜在嫌疑人。博尔德警方最初几乎只关注约翰和佩茜，到了1997年10月，搜查的涉案人员中超过1600人。
由于最初调查中犯错导致调查变得复杂。这些错误包括证据的丢失和污染，缺乏经验的调查人员和技术人员等。
娄·斯密特是一名侦探（于1997年初退休），协助地方检察官办公室处理此案。1998年5月，他与地方检察官办公室的其他工作人员向博尔德警方提交他的调查结果，结论是证据指向外来者。然而，他们未能成功地改变警察局认为拉姆齐夫妇有罪的观点。地方检察官办公室也试图控制调查。由于警方和地方检察官办公室之间产生敌意和定罪的压力，科罗拉多州州长罗伊·罗默进行调解，并任命迈克尔·凯恩为特别检察官启动大陪审团。该案的两名首席调查员娄斯·密特和史蒂夫·托马斯持相反观点并最终辞职。密特认为调查忽略了入侵者假设，而托马斯认为地方检察官办公室进行干预且未支持警方调查。
大陪审团于1998年9月15日开始召开会议，考虑起诉拉姆齐夫妇。1999年，大陪审团退回一份提案，该提案指控拉姆齐夫妇将孩子置于危险之中，导致其死亡，并妨碍谋杀调查。博尔德地方检察官亚历克斯·亨特没有起诉他们。
下一任博尔德地方检察官玛丽·莱西于2002年12月26日从警方手中接手调查工作。2003年4月，她同意一位审理2002年诽谤案的联邦法官的意见，即诉讼中的证据“是入侵者而不是佩茜·拉姆齐杀害琼贝妮特的理论”。2009年2月2日，博尔德警察局长马克·贝克纳宣布此案移交新任博尔德地方检察官斯坦·加内特。加内特发现1999年大陪审团提案中确定罪行的诉讼时效已经过期，没有对拉姆齐一家的案件进行复审。2010年10月，该案重新调查。在一个包括州和联邦调查人员的委员会进行新的调查之后。警方预计将在调查中使用最新的DNA技术。据ABC新闻报道，没有从调查中收集到新的信息。2016年9月，博尔德警察局局长格雷格·特斯塔称，调查仍在继续。

## 嫌疑人和相关理论
关于琼贝妮特的死亡有两种理论。一种是博尔德地方检察官办公室与拉姆齐夫妇建立联系后提出的入侵者理论，另一种是拉姆齐家的一个家庭成员导致琼贝妮特死亡。

### 入侵者理论
尽管警方可能已经将拉姆齐夫妇置于“怀疑的保护伞”下，警方和检察官跟踪入侵者的线索，部分原因是在发现琼贝妮特身体上发现来历不明的靴子痕迹。
早期的嫌疑人包括扮演圣诞老人的邻居比尔·麦克雷诺兹，前家庭管家琳达·霍夫曼-普格，以及一位名叫迈克尔·赫尔格特的男子（他在琼贝内特死后不久自杀身亡），并以此进行了数百项DNA测试。
斯密特认为是入侵者犯下了罪行。斯密特的理论是有人通过破碎的地下室窗户闯入了家中。用电枪制服了琼贝妮特并带到地下室，杀死后留下了一张赎金纸条。斯密特的理论得到了前联邦调查局特工约翰·E·道格拉斯的支持（道格拉斯曾受雇于拉姆齐家族）。斯密特认为拉姆齐一家是无辜的，于1998年9月20日（在大陪审团召集退回拉姆齐夫妇提案五天后）辞去了调查工作，虽然斯密特不再是该案的官方调查员，但他继续调查此案，直到2010年去世。
《假定有罪：对琼贝妮特·拉姆齐案件的调查，媒体和色情文化》一书的作者Stephen Singular与网络犯罪专家讨论，这些专家认为琼贝妮特的选美经历，可能引起儿童色情和恋童者的注意。
在琼贝妮特被谋杀前的几个月里，拉姆齐家附近发生100多起入室盗窃事件。有38名登记在案的性犯罪者居住在拉姆齐家2英里（3公里）半径内。2001年，前博尔德检察官Trip DeMuth和博尔德警长侦探史蒂夫·安斯沃思表示，应该对入侵者理论进行更多的调查。
据“博尔德日报”报道，斯密特根据入侵者理论认定的嫌疑人之一是加里·霍华德·奥利瓦，他于2016年6月因两项未遂儿童性剥削罪和一项儿童性剥削罪指控而被捕。奥利瓦，一名登记在案的性犯罪者，在2002年10月电视节目《48小时》中被确定为嫌疑人。
2016年9月5日，A&E播出的《琼贝妮特之死：揭露的真相》得出结论，通过DNA分析，一名身份不明的男性应对琼贝妮特的死负责。Lawrence Kobilinsky博士评论说，该纪录片显示一名入侵者“实施了性侵犯并谋杀了琼贝妮特”。

### 家庭成员理论
博尔德警方最初将嫌疑集中在拉姆齐夫妇的身上。根据联邦调查局退休侧写员Gregg McCrary的说法，“从统计学上讲，导致儿童死亡的人是家庭成员或照顾者的概率是12分之一。从警方的角度来看，他们没有看到强行闯入的证据，看到了勒索金的证据，并且拉姆齐一家没有帮助他们解决女儿的死亡问题。据每日摄像机报道，拉姆齐夫妇曾表示，他们之所以不愿意，是因为他们担心入侵者不会受到全面调查，而他们会被选为该案的关键嫌疑人。
伯克在琼贝妮特去世时只有9岁，调查人员至少对他进行了三次面谈。前两次面谈没有对伯克产生任何关注。一位儿童心理学家的评论指出，拉姆齐一家似乎拥有“健康、关怀的家庭关系”。1998年，博尔德警察局局长马克·贝克纳在接受新闻记者采访时表示，伯克·拉姆齐没有参与杀害他的妹妹。1999年5月，博尔德地方检察官办公室重申伯克·拉姆齐不是嫌疑人。调查人员从未将他视为嫌疑人。
1997年4月27日，拉姆齐夫妇在报纸上刊登广告，悬赏10万美元。他们首次在博尔德司法中心接受了单独的正式面谈。
1999年，科罗拉多州州长比尔・欧文斯告诉琼贝妮特的父母“不要躲在他们的律师后面，不要躲在他们的公关公司后面”。
科罗拉多州大陪审团在1999年投票起诉这对父母。起诉书使用两项虐待儿童的罪名，并称父母“非法、故意、鲁莽和严厉地允许16岁以下的儿童被无理地置于生命健康构成伤害威胁的情况下，从而导致了琼贝妮特的死亡。”1999年10月13日，当时的地方检察官亚历克斯·亨特拒绝在起诉书上签字，声称证据不足。2002年，指控的诉讼时效到期。直到2013年10月25日之前起诉书才对外界公开。
2008年7月9日，博尔德地方检察官办公室宣布，由于新的DNA采样和测试技术（触摸DNA分析），拉姆齐家庭成员不再被视为本案的嫌疑人。博尔德地方检察官办公室前调查员戈登·库姆斯质疑这一决定。
据拉姆齐家族1999年聘请的知名诽谤律师L·林·伍德说，2010年9月，警方再次采访伯克·拉姆齐。2012年，《外国案件 - 谁真的绑架了琼贝妮特》由A.詹姆斯·科拉出版，他曾是博尔德地方检察官莱西手下的一名调查员。这本书淡化了入侵者理论，并提出了拉姆齐家庭造成琼贝妮特之死的情景。
2016年9月18日和19日，哥伦比亚广播公司播出的《琼贝妮特·拉姆齐悬案》，一组专家通过证据，推断伯克用重物击中他的妹妹的头部，并暗示这封勒索信是用来掩盖琼贝妮特死亡。伯克的代表律师林·伍德对哥伦比亚广播公司、节目制作人和几个参与者提起诽谤诉讼。

## 虚假招供
约翰·马克·卡尔，一名41岁的小学教师，于2006年8月15日在泰国曼谷被捕，他承认误杀琼贝妮特。卡尔声称自己下药性侵，并意外杀死她。据CNN报道，“当局还表示，他们没有发现卡尔在犯罪现场有关的任何证据。”他只提供了众所周知的基本事实，没有提供任何令人信服的细节。他声称给琼贝妮特下药的说法受到质疑，因为尸检表明在她的身体中没有发现药物。从卡尔提取的DNA样本与琼贝妮特上发现的DNA不匹配。

## 诽谤诉讼
从1999年开始，拉姆齐家庭的律师林·伍德对几个报道过此案的人和机构发起诽谤诉讼。明星杂志及其母公司美国媒体公司在1999年被起诉。拉姆齐家庭和他们的朋友对几家媒体机构提起诽谤诉讼。2001年，针对《琼贝妮特·拉姆齐谋杀案内部调查》的作者和出版商提出诽谤诉讼。对唐·戴维斯，史蒂文·托马斯和圣马丁出版社的诉讼在第二年庭外和解。
约翰和帕特西·拉姆齐因为他们的书《无辜之死》的出版而受到两起诽谤诉讼，是书中提到的两个人进行起诉的。据说这两人被博尔德警方作为案件嫌疑人进行调查。林·伍德和其他三名亚特兰大律师詹姆斯·C·罗尔斯、埃里克·P·施罗德和S·德里克·鲍尔在这些诉讼中为拉姆齐夫妇辩护。他们成功驳回这两起诉讼。
2006年11月，约翰·拉姆齐的朋友罗德·韦斯特莫兰对一名匿名网络用户提起诽谤诉讼，该用户在互联网论坛上使用“undertheradar”的笔名发布两条信息，暗示韦斯特摩兰参与谋杀。
2016年9月，在电视节目《琼贝妮特·拉姆齐悬案》中法医病理学家沃纳·施皮茨博士指控伯克杀害琼贝妮特。2016年10月6日，伯克对Spitz提起诽谤诉讼。Burke和他的律师，包括Lin Wood，要求总计1.5亿美元的惩罚性和补偿性赔偿。伍德说，他还将在10月底对哥伦比亚广播公司提起诉讼。
2016年12月28日，伯克·拉姆齐的律师再次提起民事诉讼，指控哥伦比亚广播公司、制作公司Critical Content LLC以及七名专家顾问进行诽谤，要求2.5亿美元的补偿性赔偿和5亿美元的惩罚性赔偿。2018年1月，一名法官否决了哥伦比亚广播公司驳回的建议，诉讼继续进行。2019年1月，伍德宣布已得到“令各方满意”的和解。